# Eugen Fink
Eugen Fink (Konstanz, 11. prosinca 1905. – Freiburg im Breisgau, 25. srpnja 1975.) bio je njemački filozof. Fenomenolog, sljedbenik Edmunda Husserla.

## Učenik Husserla i Heideggera
Filozofiju, povijest, germanistiku i narodnu privredu studira naprije u Münsteru i Berlinu, a zatim u Freiburgu, gdje sluša Husserla. Godine 1928. postaje njegov privatni asistent. Husserlov je najvjerniji učenik i najbliži suradnik, sve do njegove smrti 1938. Već za Husserlova života objavljuje radove u kojima brani Husserlovo gledište od "nesporazuma i pogrešnih tumačenja", za što od samog učitelja dobiva priznanje da je to učinio "potpuno u skladu s njegovim intencijama". 
Promoviran je iz filozofije kod Husserla i Heideggera 1929. Heidegger je drugi njegov učitelj i Fink mu je do kraja života odavao štovanje kao najvećem misliocu XX. stoljeća, iako se s njime politički razišao i sukobio kada je Heidegger dao podršku nacizmu i kultu vođe Adolfa Hitlera.
Progonjen od nacista, Husserl je morao emigrirati iz Njemačke. Nakon njegove smrti, Fink pomaže njegovoj udovici i belgijskom franjevcu Hermanu Leu Van Bredi u spašavanju bogate Husserlove rukopisne zaostavštine, potajnim prenošenjem u Belgiju. Nakon toga emigriraju i Fink i drugi značajni Husserlov sljedbenik Ludwig Landgrabe. Smještaju se u belgijskom gradu Leuvenu i godinama predano rade na dešifriranju i redigiranju gotovo nepreglednog mnoštva Husserlovih stenograma. Ovaj rad Fink nastavlja u Freiburgu, gdje 1950. pokreće drugi Husserlov arhiv. Pokreće kritičko izdanje cjelokupnih Husserlovih djela, poznato kao Husserliana, čiji novi svesci izlaze još i krajem XX. stoljeća.

## Rad u Freiburgu
Poslije završetka Drugog svjetskog rata, Fink se posvećuje vlastitoj akademskoj karijeri. Habilitira 1946. na Sveučilištu u Freiburgu, postaje na istom sveučilištu docentom, a potom 1948. redovnim profesorom filozofije i odgojne znanosti. Na tom položaju ostaje, usprkos atraktivnim pozivima na druga sveučilišta, sve do emeritiranja 1971. Od 1954. do 1971. vodi Studium generale freiburškoga sveučilišta, interdisciplinarnu znanstvenu ustanovu s mnoštvom gostujućih predavača, koja gotovo jednoglasno priznata kao najbolja te vrste u Njemačkoj.
Koncem 1980-ih pri Visokoj pedagogijskoj školi u Freiburgu osnovan je Arhiv Eugena Finka. Od 1985. u nizu knjiga izdana su njegova raznolika predavanja.

## Utjecaj
Finkove knjige prevođene su na više jezika. Osobitu popularnost stekao je u Japanu i Španjolskoj, a zatim u Italiji, Francuskoj, Češkoj i Srbiji. Prijateljevao s hrvatskim filozofima Vladimirom Filipovićem,  Dankom Grlićem, Gajom Petrovićem i Milanom Kangrgom. Više puta je predavao u Zagrebu i na Korčuli, u okviru Korčulanske ljetne škole, te objavljivao priloge u časopisu Praxis.

## Knjige objavljene na hrvatskom i srodnim jezicima
- Oaza sreće. Misli za jednu ontologiju igre, Osijek 1979.

Finkova možda najviše objavljivanja manja rasprava, namijenjena široj čitalačkoj publici. Obrađuje temu igre, koju je Fink iscrpnije obradio u djelu Igra kao simbol svijeta.
- Epilozi poeziji, Beograd: Beogradski izdavačko-grafički zavod, 1979.
- Nietzscheova filozofija, Zagreb 1981.
- Osnovni fenomeni ljudskog postojanja, Beograd: Nolit, 1984. (Grundphänomene des menschlichen Dasein, prvi put izdano na njemačkom 1979., posmrtno izdanje prema predavanjima)
- Uvod u filozofiju, Zagreb: Matica Hrvatska, 1998. Prevela: Božica Zenko. Priredio i napisao pogovor: Damir Barbarić. Na njemačkom izdano postumno, prema predavanjima držanim u Freiburgu 1946.
- Igra kao simbol svijeta, Zagreb: Demetra, 2000. Prevela: Darija Domić. Priredio: Damir Barbarić.

Najslavnije djelo Eugena Finka, napisano 1960. Fink daje originalnu filozofsku interpretaciju fenomena igre, kao jednog od "osnovnih fenomena ljudskog postojanja". Polazeći od životne neposrednosti igre, kroz metafizičko tumačenje tog fenomena, uvodi u temeljni problem svoje filozofije: problem svijeta i čovjekovog odnosa spram svijeta. Igra je "čovjekova ekstaza (ek-stasis, izlaženje) prema svijetu te odsjaj svijeta u biće otvoreno prema svijetu". Problem igre razložen je u četiri poglavlja: Igra kao filozofijski problem; Metafizičko tumačenje igre; Tumačenje igre u mitu; Svjetskost čovjekove igre.

## Vanjske poveznice
- Eugen Fink Archiv (na njemačkom)
- Center for Advanced Research in Phenomenology (na engleskom)